# Tyhee
Tyhee es un lugar designado por el censo ubicado en el condado de Bannock en el estado estadounidense de Idaho. En el Censo de 2010 tenía una población de 1123 habitantes y una densidad poblacional de 150,66 personas por km².

## Geografía
Tyhee se encuentra ubicado en las coordenadas 42°57′14″N 112°27′22″O / 42.95389, -112.45611. Según la Oficina del Censo de los Estados Unidos, Tyhee tiene una superficie total de 7.45 km², de la cual 7.44 km² corresponden a tierra firme y (0.24%) 0.02 km² es agua.

## Demografía
Según el censo de 2010, había 1123 personas residiendo en Tyhee. La densidad de población era de 150,66 hab./km². De los 1123 habitantes, Tyhee estaba compuesto por el 0.09% blancos, el 0.09% eran afroamericanos, el 2.67% eran amerindios, el 0.53% eran asiáticos, el 0% eran isleños del Pacífico, el 1.78% eran de otras razas y el 2.32% pertenecían a dos o más razas. Del total de la población el 4.36% eran hispanos o latinos de cualquier raza.